# Czarna Orawa
Czarna Orawa este o arie protejată (sit de importanță comunitară — SCI) din Polonia întinsă pe o suprafață de 465,66 ha, integral pe uscat.

## Localizare
Centrul sitului Czarna Orawa este situat la coordonatele 49°29′10″N 19°41′30″E / 49.486°N 19.6918°E.

## Înființare
Situl Czarna Orawa a fost declarat sit de importanță comunitară în aprilie 2004 pentru a proteja 4 specii de animale.

## Biodiversitate
Situată în ecoregiunea alpină, aria protejată conține 4 habitate naturale: Râuri de munte și vegetația erbacee de pe malurile acestora, Liziere de ierburi înalte hidrofile de câmpie și de nivel montan până la alpin, Mlaștini alcaline, Păduri aluvionare cu Alnus glutinosa și Fraxinus excelsior (Alno-Padion, Alnion incanae, Salicion albae).
La baza desemnării sitului se află mai multe specii protejate:
- amfibieni (1): izvoraș-cu-burta-galbenă (Bombina variegata)
- pești (3): Barbus carpathicus, zglăvoacă (Cottus gobio), Eudontomyzon vladykovi